# 莱通
莱通（法語：Les Thons，法語發音：[le tɔ̃] ⓘ）是法国大東部大區孚日省的一个市镇，属于讷沙托区。

## 地理
莱通（47°59'22"N, 5°53'9"E）面积10.09 平方千米，位于法国大東部大區孚日省，该省份为法国东北部内陆省份，北起默兹省和默尔特-摩泽尔省，西接上马恩省，南至上索恩省和贝尔福地区省，东临上莱茵省和下莱茵省。
与莱通接壤的市镇（或旧市镇、城区）包括：阿庞斯河畔弗雷讷、安韦勒、菲涅韦勒、富谢库尔、戈东库尔、利龙库尔、圣于连。

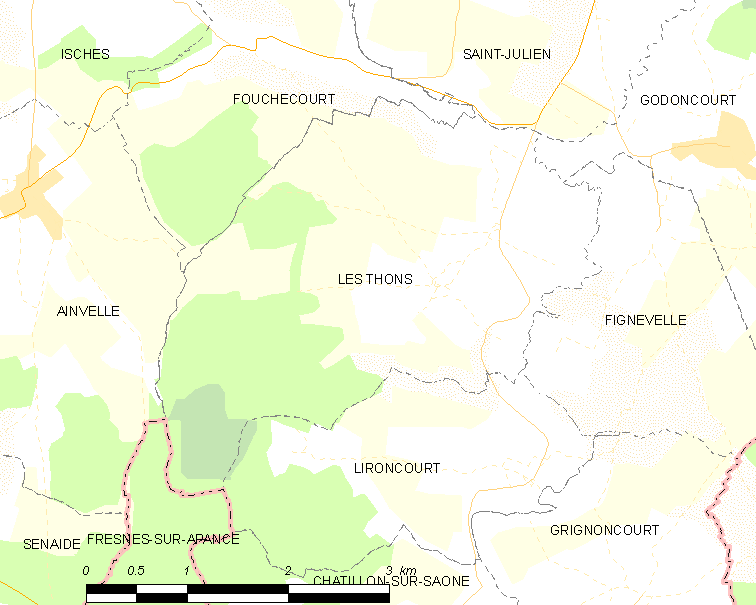
莱通的OSM定位图

莱通的时区为UTC+01:00、UTC+02:00（夏令时）。

## 行政
莱通的邮政编码为88410，INSEE市镇编码为88471。

## 政治
莱通所属的省级选区为达尔内县。

## 人口

1962-2008年间莱通人口变化图示

莱通于2022年1月1日时的人口数量为97人。